# Camptotheca
Camptotheca es un género con dos especies de plantas con flores perteneciente a la familia Cornaceae. Es originario del Tíbet hasta el sur de China y Tailandia.

## Descripción
Son  árboles pequeños y medianos caducifolios que crecen hasta los 20 metros de alto.

## Taxonomía
El género fue descrito por Joseph Decaisne  y publicado en Bulletin de la Société Botanique de France 20: 157. 1873.

## Especies
- Camptotheca acuminata
- Camptotheca lowreyana